# Simone Biondo
Simone Biondo (Crotone, XIV secolo – Santa Severina, 1461) è stato un arcivescovo cattolico e teologo italiano.

## Biografia
Religioso domenicano, fu maestro di Sacra Teologia.
Come vescovo resse la diocesi di Strongoli, sebbene non si conoscano le date esatte relative al suo periodo di episcopato, e da arcivescovo metropolita quella di Santa Severina che guidò dal 1454 fino alla morte, avvenuta nel 1461.